# Сьерра-Пинакате
Сьерра-Пинакате (исп. Sierra Pinacate) — группа вулканических пиков и шлаковых конусов, расположенных в штате Сонора (Мексика) вдоль границы с Аризоной (США). Вулканы Сьерра-Пинакате расположены на юго-востоке великой пустыни Альтар и окружены песчаными дюнами.

## Расположение
Сьерра-Пинакате находятся к северу от города Пуэрто-Пеньяско. Самый высокий пик группы Серро-дель-Пинакате, или вулканов Санта-Клара, — вулкан Эль-Элеганте высотой 1190 м над уровнем моря. Мексиканское испанское слово pinacate происходит от астекского слова nahuatl, обозначающего пустынного жука из семейства чернотелок Eleodes («pinacatl»), эндемика пустыни.

## Геология и природа
Вулканы Сьерра-Пинакате были активны, начиная примерно с 4 млн лет назад, вероятно, в связи с открытием Калифорнийского залива. Последняя вулканическая активность была ок. 11 тыс. лет назад. В настоящее время в пустыне, окружающей Пинакате, находятся крупнейшие песчаные дюны Америки.
Сьерра-Пинакате характеризуется большим природным разнообразием, включая скульптурное «слоновье дерево» Bursera microphylla семейства Бурзеровые — Burseraceae.

## История
Итальянский миссионер, монах Ордена иезуитов, астроном, картограф, географ Падре Эусебио Кино основал многочисленные испанских миссии в пустыне Сонора и несколько раз исследовал Сьерра-Пинакате, начиная с 1698 года.
С 1965 года НАСА использовало эту местность для геологической подготовки астронавтов, учитывая сходство местности с лунной поверхностью Луны. Это включало в себя работу с модельным оборудования для поверхности. В феврале 1970 года здесь проходили тренировки астронавтов Алана Шепарда («Аполлон-14») и Джека Шмитта («Аполлон-17»).

## Биосферный заповедник
Биосферный заповедник Эль-Пинакате и Гран-Десиерто-де-Алтар, расположенный в Сьерра-Пинакате и окружающей пустыне Альтар занимает более 1600 км². Здесь находится более 400 шлаковых конусов, 9 массивных вулканических кратеров, остатки вулканической активности, включая пепел, базальтовые породы, лавовые поля. В заповеднике произрастает более 560 видов растений, обитает 56 видов млекопитающих, 43 вида рептилий, 222 вида птиц и 4 вида рыб.